# Yasser al-Shahrani
Yasser al-Shahrani (arabisch ياسر الشهراني, DMG Yāsir aš-Šahrānī; * 25. Mai 1992 in Dammam) ist ein saudi-arabischer Fußballspieler.

## Karriere

### Verein
Er begann seine Karriere in der Jugend von al-Qadisiyah, wo er ab der Saison 2010/11 auch in die erste Mannschaft vorstieß. Seit der Spielzeit 2012/13 steht er bei al-Hilal unter Vertrag. Er gewann mit seiner Mannschaft vier Mal die Meisterschaft, drei Mal den Pokal, zwei Mal den Supercup, zwei Mal den Crown Prince Cup und in der Saison 2019 auch die AFC Champions League.

### Nationalmannschaft
Nachdem er mit der U20 an der Weltmeisterschaft 2011 teilgenommen hatte, wo er in jedem der vier Spiele über die volle Spielzeit auf dem Platz stand, folgte sein erster Einsatz im Trikot der saudi-arabischen Nationalmannschaft am 7. September 2012 bei einer 0:5-Freundschaftsspielniederlage gegen Spanien. Er wurde in der 86. Minute für Mansour al-Harbi eingewechselt. Nach einigen weiteren Einsätzen war sein erstes großes Turnier die Asienmeisterschaft 2015, wo er in zwei der drei Spiele zum Einsatz kam. Nach einigen weiteren Freundschafts- als auch Qualifikationsspielen wirkte er bei der Weltmeisterschaft 2018, wo er in jedem Spiel der Gruppenphase über die volle Spielzeit mit. Bei der Asienmeisterschaft 2019 kam er auf zwei Einsätze. Bis heute kommt er regelmäßig in Spielen der Nationalmannschaft zum Einsatz.
Bei den Olympischen Spielen 2020 in Tokio kam er in allen drei Partien zum Einsatz. Im ersten Spiel gegen die Elfenbeinküste bereitete er das zwischenzeitliche 1:1 von Salem al-Dawsari vor.